# Dobrini Testvérek Rendje
A Dobrini Testvérek Rendje lengyelül Zakon Dobrzyński, németül Order von Dobrin, latinul Milites Christi de Prussia lengyel alapítású keresztes lovagrend 1228 és 1235 között. A lovagrend lengyel és német lovagokból állt, amit szinte teljesen a livóniai Kardtestvérek rendjéről mintáztak. A szabályzata is ugyanolyan volt, akárcsak a jelképe: pajzsban vörös kard, felette vörös hatágú csillag. Az alapító Mazóviai Konrád herceg a pogány balti poroszok leigázására és megtérítésére hozta létre, mert a korábban letelepített Német Lovagrend ügyes diplomáciai húzásokkal jogot szerzett a poroszországi fennhatóságra.

Székhelyük Dobrzyńban volt, aminek német elnevezése Dobrin, így innen kapta nevét a lovagrend. A birtokaik is leginkább itt terültek el.

## Előzmények
A pogány poroszok a Balti-tenger mellékéről rendszeres rablótámadásokkal zaklatták Lengyelországot, amely több részfejedelemségre esett szét a 12. században, ezért nem tudott eredményes szembeszállni az északi támadásokkal. Mazóvia fejedelme Konrád 1226-ban letelepítette a Kulmi földre a Szentföldről származó Német Lovagrendet, hogy a poroszok szállásterületeit meghódítsák és a lakosságát megtérítsék. A területeknek ezután az ő birtokába kellett kerülniük.

Kulmban 1215-ben létrehoztak egy missziós püspökséget, aminek élén egy dán ciszter püspök, Christian állt, s feladata volt a pogányokat békés eszközökkel jobb belátásra téríteni és rábírni a kereszténység felvételére. Viszont a békés hittérítés már eredménytelennek bizonyult az egyre agresszívabb poroszokkal szemben, ezért szükségessé vált komolyabb katonai erő bevetése.

## A rend megalapítása
A német lovagrend a pápaság és a császárság támogatásával olyan kiváltságokat szerzett, amelyek biztosították számukra a porosz földek feletti teljes fennhatóságot. Ezekkel a gyakorlatilag államalapítólevelekkel egyenértékű okiratokkal a hátukban fogtak bele a porosz keresztes háborúk előkészületeibe.

Konrád 1228-ban ugyan elismerte ezt a jogot, de nem akart lemondani arról, hogy a porosz területeket megkaparintsa. Épp ezért Christiannal összefogva alakította meg ezt az új lovagrendet, amelyhez lengyelek és németek csatlakoztak és végig püspöki függőségben maradt a rend. A rendet felmentették a tized fizetés kötelezettsége alól, mivel mindössze tizennégy tagja volt, kb. 150 más lovaggal együtt, emiatt nem volt tanácsos a háborúskodás terhei mellett még újabb járandóságok kirovásával sújtani. De a meghódított területek negyedét megtarthatták, amin nemigen jöhetett szóba nagyobb önállóság kiépítése.

A számbeli hátránya mellett a lovagrend így nemhogy a poroszok megtörésére, hanem azok betöréseinek megállítására nem volt elegendő. A teutonok számára csak konkurenciát jelentett, de lényegében nem volt komoly vetélytársa, így nem sokáig maradhatott fenn.

## A rend bukása és megszűnése
1235-ben a rend több német tagja beolvadt a teutonokba. 1237-ben Konrád elvette itteni birtokaikat, s a podlasiei Drohiczynbe telepítette őket, ahol a poroszokkal rokon jatvingok (ezekbe beletartoztak egyes kelet-porosz törzsek) és az oroszok nyugtalanították betöréseikkel a vidéket. 1238-ban Danilo halicsi fejedelem akkora vereséget mért a lovagrendre, hogy azok egyszerűen elmenekültek. A lengyelek elváltak a rendtől, míg a németek Mecklenburgban éltek addig, amíg 1240 után végleg feloszlott a szervezet. Fennállása alatt gyakorlatilag semmi értékelhető cselekedetett nem hajtott végre.
A lovagrend német tagjai legfőképp Pomeránia és Mecklenburg területéről származtak. Christian püspöknek itt voltak rokoni kapcsolatai, s ezáltal került Lengyelországba. Mivel közvetlen egyházi függésben voltak, ellentétben a Német Lovagrenddel, ezért a német kereskedők és világi lovagok nem adtak nekik támogatást, akik a teutonok poroszországi hadjárataiban nagyszámban részt vettek.